# Giuse Phạm Quang Túc
Giuse Phạm Quang Túc (gọi tắt: Giuse Túc, 1843 - 1862) là một vị thánh tử đạo Việt Nam.

## Tiểu sử
Anh sinh năm 1843 tại làng Hoàng Xá, xã Hùng Cường, thành phố Hưng Yên, tỉnh Hưng Yên, thuộc Giáo phận Thái Bình trong gia đình nông dân chất phác, đạo đức. Ngay từ nhỏ, cha mẹ cậu Túc muốn cậu theo đuổi học hành theo nghiệp khoa cử thay vì tiếp tục với công việc ruộng nương, nên cậu đem hết tâm trí học chữ Nôm. Ngày 5 tháng 8 năm 1861, vua Tự Đức ra chiếu chỉ Phân Sáp, giải tán các làng và gia đình Công giáo và phân tán vào các làng của dân ngoại để họ kiểm soát. Không những thế, họ còn bị bắt, tù đày, tàn sát, thậm chí còn bị gán ghép những tội trạng không có cơ sở làm chứng. Nay cả gia đình anh Túc cũng không phải là trường hợp ngoại lệ.
Đầu năm 1862, lúc đó Túc mới 19 tuổi, anh bị bắt bị giải lên huyện và giam tại đó trong 4 tháng rồi giải về Đông Khê, Khoái Châu. Tại đó, anh bị giam với một số thanh niên, trong đó có 3 anh tên Phêrô Kiên, Phêrô Ngân và Phêrô Lương. Trong thời gian đó, một số thân hữu lo lót cho quân lính để anh có cơ hội vượt ngục nhưng anh đã từ chối. Khi một người bạn tù lo lắng việc người thân đến lãnh xác sau khi anh bị xử tử thì anh trả lời: "Nếu Thiên Chúa cho tôi đổ máu vì đạo, thì tôi tin chắc sẽ được về trời, còn thân xác này chôn đâu thì chôn, bằng không thì thôi". Cuối tháng 5 năm đó, anh bị giải về Hưng Yên, tại đó, anh thường bị tra tấn, dọa nạt bắt anh phải bước qua thánh giá để bỏ đạo nhưng anh vẫn không thi hành. Sau đó, quan dụ dỗ anh bỏ đạo và ông ta hứa sẽ lo tương lai cho anh nhưng anh đã từ chối. Cuối cùng, các quan kết án xử tử anh và gửi bản án về kinh đô Huế. Ngày 1 tháng 6 năm 1862, anh Túc chịu án trảm quyết tại pháp trường Hưng Yên, sau đó thủ cấp của anh bị tung lên cao. Thi hài anh được chôn cất tại chỗ, về sau cải táng đem về nhà thờ Ngọc Đồng.
Giáo hoàng Piô XII suy tôn chân phước cho anh Giuse Túc vào ngày 29 tháng 4 năm 1951. Ngày 19 tháng 6 năm 1988, Giáo hoàng Gioan Phaolô II suy tôn anh lên bậc hiển thánh.

## Độ tuổi tử đạo
Các sử liệu về thánh Giuse Túc có nhiều sự khác biệt về độ tuổi khi anh bị bắt và tử đạo. Có một số tài liệu cho là anh bị bắt khi mới 9 tuổi, một số cho là 19 hoặc 20. Tuy nhiên, khi xem xét kĩ về chi tiết bắt bớ, giam giữ và xử tử anh, các quan dù dã man thế nào cũng không thể xử quá tàn bạo như thế cho một cậu bé mới 9 tuổi đầu. Vì thế, các quan buộc phải áp dụng những hình phạt trên cho các thanh niên.